# Havoc and Bright Lights
Havoc and Bright Lights är ett musikalbum av Alanis Morissette. Albumet gavs ut 22 augusti 2012.

## Låtlista[1][2]
1. Guardian
2. Woman Down
3. 'Til You
4. Celebrity
5. Empathy
6. Lens
7. Spiral
8. Numb
9. Havoc
10. Win And Win
11. Receive
12. Edge of Evolution
13. Will You Be My Girlfriend?
14. Magical Child